# Territori de Kansas

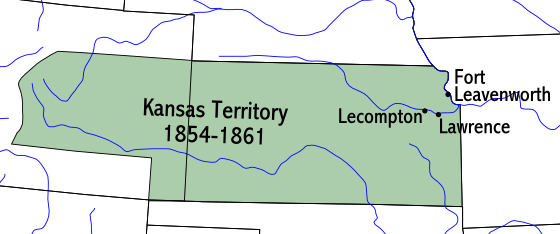
Mapa del Territori de Kansas

El Territori de Kansas va ser un territori organitzat incorporat als Estats Units que va existir del 30 de maig de 1854 al 29 de gener de 1861, quan la part oriental del territori va ser admesa a la Unió com l'Estat de Kansas. Gran part de la regió oriental del que avui dia és l'estat de Colorado formava part del territori de Kansas; el de Colorado va ser creat per governar aquesta regió occidental de l'antic Territori de Kansas el 28 de febrer de 1861.
El Territori va ser creat per la Llei de Kansas-Nebraska de 1854, que establia els Territoris de Nebraska i el de Kansas. La disposició més transcendental de la llei va derogar el Compromís de Missouri de 1820 i va permetre als colons del Territori de Kansas determinar per sobirania popular si Kansas seria un estat lliure o un estat esclau.
Les seves capitals van ser: Pawnee (provisional; 2-6 de juliol de 1855), Fort Leavenworth (provisional) i Lecompton (1855–1861).